# Baumeister
Baumeister (niem. budowniczy, majster budowlany, daw. architekt) – niemiecki miesięcznik o tematyce architektonicznej, ukazujący się od 1903 w Monachium, najstarsze istniejące do dziś niemieckie czasopismo architektoniczne. Wydawany przez wydawnictwo Callwey.
Baumeister obecnie prezentuje przegląd najciekawszych realizacji, od 2003 według klucza tematycznego. Poza klasycznymi prezentacjami zawiera również aktualności z dziedziny wzornictwa użytkowego, krótkie felietony i porady prawne. Zawartość w języku niemieckim, do roku 2004 zawierała skróty artykułów w języku angielskim. Czasopismo posiada charakterystyczną, budząca kontrowersje makietę, z bardzo ograniczonymi marginesami. Z początkiem XXI wieku doszło do znacznego odmłodzenia składu redakcji. Z okazji stulecia zmodyfikowano też winietę, która obejmowała jedynie literę B i numer w danym roku, np. B7. Od 2007 winieta ponownie zawiera duży napis Baumeister. Od 2009 roku zmienia się czcionka artykułów i winiety. Każdy numer o formacie zbliżonym do A4, zawiera zwykle od 80 do 130 stron.